# Guruji
Guruji.com es un motor de búsqueda de Internet de origen indio que se enfoca en entregar resultados basados en el contexto de los consumidores de la India, según algoritmos propietarios de la compañía.

## El concepto
guruji.com fue fundada por Dod y Gaurav Mishra que son dos estudiantes del Instituto Tecnológico de la India en Delhi, quienes formaron la compañía tras su graduación. Este se considera como el primer buscador hecho completamente en la India.

## Origen del nombre
Guruji.com se deriva de la palabra en sánscrito para profesor, Guru. El buscador apunta a los "estudiantes" (sus usuarios) que lo requieran. El buscador se autodefine como un buscador por indios y para indios.